# Григорян, Мария Иосифовна
Мария Иосифовна Григорян, сценическое имя — «Жасмен» (19 июня 1894, Тифлис — 18 января 1978, Ереван) — советская армянская актриса. Народная артистка Азербайджанской ССР (1935) и Народная артистка Армянской ССР (1963).

## Биография
Родилась в 1894 году в Тифлисе, Российская империя.
Сценическую деятельность начала в 1909 году в Тифлисе в театре «Товарищества новой драмы» артистического общества.
Ещё в 1913 году дебютировала в кино в немом фильме «Ключи счастья» — побилвшем все рекорды посещаемости самом кассовом фильме Российской империи, положившем начало «Русской Золотой серии», однако, в дальнейшем не снималась, исполнив лишь пару эпизодичных ролей в 1930-х годах.

Одной из первых среди армянских артистов, вступивших в русскую кинематографию, была известная героиня трагического репертуара Жасмен— Сабир Ризаев — Армянская художественная кинематография, 1963
После установления Советской власти приняла активное участие в организации Бакинского армянского театра и в 1920—1948 года работала в этом театре.
С 1959 года — актриса Армянского драматического театра им. Сундукяна в Ереване.

Искусство Жасмен отличается психологической глубиной, мощным реализмом, трагедийной силой, пламенным бурным темпераментом.— Театральная энциклопедия
В 1935 году удостоена звания Народной артистки Азербайджанской ССР, в 1963 году — Народной артистки Армянской ССР.
Член КПСС с 1946 года, избиралась депутатом Верховного Совета Азербайджанской ССР 1-4-го созывов.
Умерла в 1978 году в Ереване.

## Фильмография
- 1913 — Ключи счастья — Соня Горленко
- 1930 — Ким - дежурный — экономка
- 1932 — Мексиканские дипломаты — жена премьер-министра